# Крила (фільм, 1927)
«Крила» (англ. Wings) — німа кінострічка 1927 року про льотчиків, які беруть участь у Першій світовій війні. Перша кінокартина, яка отримала премію «Оскар» у номінації «Найкращий фільм».

## Сюжет
Дві молоді людини Джек Пауелл і Девід Армстронг з одного невеликого містечка закохані в Сільвію Льюїс. Однак Сільвія відповідає взаємністю Девіду, а Джек не помічає закохану в нього сусідську дівчину Мері Престон. Після вступу США в Першу Світову війну юнаки потрапляють в авіаційний корпус і стають не тільки асами, а й друзями.
Намагаючись бути ближче до Джека, Мері приєднується до жіночого механізованого корпусу, але війна охопила великі відстані й вони майже не зустрічаються. Один єдиний раз Мері знаходить Джека у звільненні, але в такому вигляді, що він її не впізнає і зустріч сумно закінчується для самої Мері. Тим часом між друзями відбулася сварка, і вони відлітають у бій, не примирившись, що в підсумку призводить до трагічної розв'язки — це війна…

## У ролях
- Клара Боу — Мері Престон
- Чарльз Роджерс — Джек Пауелл
- Річард Арлен — Девід Армстронг
- Гері Купер — білий кадет
- Джобіна Ролстон — Сільвія Льюїс
- Ель Брендел — Герман Швімпф
- Річард Такер — повітряний командир
- Ганбот Сміт — сержант
- Генрі Б. Волтхолл — батько Девіда
- Роско Карнс — лейтенант Камерон
- Джулія Свейн Гордон — мати Девіда

## Нагороди
Оскар (1927/28)
- Найкращий фільм
- Найкращі візуальні ефекти — Рой Померой